# Tornsborg
Tornsborg is een plaats in de gemeente Klippan in het Zweedse landschap Skåne en de provincie Skåne län. De plaats heeft 92 inwoners (2005) en een oppervlakte van 18 hectare. De plaats ligt aan een doorgaande weg en wordt omringd door zowel landbouwgrond als bos. De bebouwing in de plaats bestaat vrijwel geheel uit vrijstaande huizen.
Klippan · Ljungbyhed · Östra Ljungby · Stidsvig · Klippans bruk · Krika · Riseberga · Allarp · Skäralid · Källna · Tornsborg · Färingtofta · Bonnarp · Gråmanstorp · Forsby